# Kamienica Gaszyńskiego w Warszawie
Kamienica Gaszyńskiego – zabytkowa kamienica, znajdująca się przy ul. Długiej 18/20 w Warszawie.

## Opis
Budynek został wzniesiony dla szambelana królewskiego A. Gaszyńskiego. W czasach Królestwa Polskiego w kamienicy znajdowała się kawiarnia Suchy Las założona w 1822.
Ok. 1874 mieszkał w niej Soter Rozbicki.
W 1944 budynek uległ spaleniu. Po II wojnie światowej odbudowano go według projektu Zygmunta Stępińskiego i przeznaczono na Bursę Szkolnictwa Zawodowego.
W 1965 roku kamienica została wpisana do rejestru zabytków